# Tasmanoonops parvus
Tasmanoonops parvus är en spindelart som beskrevs av Forster och Norman I. Platnick 1985. Tasmanoonops parvus ingår i släktet Tasmanoonops och familjen Orsolobidae.
Artens utbredningsområde är Queensland. Inga underarter finns listade i Catalogue of Life.